# Ianiropsis bisbidens
Ianiropsis bisbidens là một loài chân đều trong họ Janiridae. Loài này được Barnard miêu tả khoa học năm 1955.